# 马科斯·塞纳
馬科斯·安東尼奧·塞納·達·席爾瓦（葡萄牙語：Marcos Antônio Senna da Silva，1976年7月17日—），巴西裔西班牙足球運動員，擔任防守中場，曾長期效力西甲球會維拉利爾，曾效力北美足球聯賽的紐約宇宙隊。並且在紐約宇宙隊退役。他曾是西班牙國家足球隊成員。

## 生平
塞納是巴西人，2002年來到西班牙聯賽，加盟升馬不久欲大展拳腳的維拉利爾，其間助維拉利爾奪圖圖盃冠軍，挑戰巴塞隆拿、皇家馬德里的前列位置，更在歐洲冠軍聯賽殺入準決賽，可惜不敵英超勁旅阿仙奴。
他於2006年入籍成為西班牙公民，其後立即入選了西班牙國家隊的23人名單，參加2006年世界盃。世界盃期間，塞納表現出色，是西班牙防守的第一道屏障。2006-07賽季前，由於在維拉利爾和世界盃賽事的出色表現，曼聯希望把塞納帶回老特拉福德，然而最終沒有交易出現。而曼聯亦找到了作用類似的欧文·哈格里夫斯從拜仁慕尼黑加盟。
2008年4月27日，維拉利爾對貝迪斯的西甲比賽，塞納於中圈附近射入了一球遠程射門，塞納認為這是他一生中最好的進球。
2008年6月，塞納再度入選西班牙的23人名單，參加2008年歐洲足球錦標賽。2008年6月10日，在D組首場對俄羅斯的賽事，塞納表現出色，助西班牙以4-1擊敗了俄羅斯。在半準決賽中，西班牙與意大利打平，需互射點球，塞納射入其中一球，最終助西班牙以4-2勝出點球大戰，晉級準決賽。

## 外部連結
- FIFA 辛拿資料 （页面存档备份，存于）
- Soccernet 辛拿資料 （页面存档备份，存于）
- Eurosport 辛拿資料
- UEFA.com 辛拿資料 （页面存档备份，存于）
- CBF 辛拿資料